# Comuna Mareanivka, Hmilnîk
Mareanivka (în ucraineană Мар`янівка) este o comună în raionul Hmilnîk, regiunea Vinnița, Ucraina, formată din satele Cervona Volodîmîrivka, Lisohirka și Mareanivka (reședința).

## Demografie
Componența lingvistică a satului Mareanivka
     Ucraineană (99,25%)
     Alte limbi (0,75%)
Conform recensământului din 2001, majoritatea populației satului Mareanivka era vorbitoare de ucraineană (99,25%), existând în minoritate și vorbitori de alte limbi.